# قائمة سفراء الولايات المتحدة لدى السعودية
اعترفت الولايات المتحدة بحكومة الملك عبدالعزيز في عام 1931، لكنه لم يكن هناك سفير حتى عام 1939 عندما عين بيرت فيش كأول سفير للولايات المتحدة إلى المملكة العربية السعودية ومصر والمقيم في القاهرة. سافر «فيش» رحلة واحدة إلى جدة في عام 1940 لمقابلة الملك وتقديم أوراق اعتماده، ولكن حتى بعد انتهاء مهمته لم تكن هناك مفوضية حتى تم تأسسيها في 1 مايو 1942. السفير الأميركي الحالي هو جون أبي زيد، والذي عين في عام 2019 من قبل الرئيس دونالد ترامب.

## السفراء
| الاسم                                       | اللقب                        | تاريخ التعيين  | تاريخ تقديم أوراق الاعتماد | تاريخ انتهاء المهمة | ملاحظات                                                                                                |
| ------------------------------------------- | ---------------------------- | -------------- | -------------------------- | ------------------- | --- |
| بيرت فيش – معين سياسي                       | مبعوث استثنائي ووزير مفوض    | 7 أغسطس 1939   | 4 فبراير 1940              | 28 فبراير 1941      | تم تأسيس البعثة في جدة في 1 مايو 1942، مع جيمس إس. موس الابن كقائم بالأعمال مؤقتاً                      |
| ألكسندر سي. كيرك – موظف خدمة خارجية         |                              | 21 فبراير 1941 | 11 مايو 1942               | 18 يوليو 1943       | |
| جيمس إس. موس جونيور – موظف خدمة خارجية      | وزير مقيم / موظف خدمة خارجية | 4 يونيو 1943   | 18 يوليو 1943              | 18 أغسطس 1944       | |
| ويليام إيه. إيدي – معين سياسي               | مبعوث استثنائي ووزير مفوض    | 12 أغسطس 1944  | 23 سبتمبر 1944             | 28 مايو 1946        | |
| جي. ريفز تشايلدز – موظف خدمة خارجية         |                              | 27 أبريل 1946  | 29 يونيو 1946              | 21 يوليو 1950       | تمت ترقيته إلى سفير استثنائي ومفوض                                                                     |
| ريموند إيه. هير – موظف خدمة خارجية          | سفير استثنائي ومفوض          | 20 سبتمبر 1950 | 24 أكتوبر 1950             | 8 يوليو 1953        | |
| جورج وادزورث – موظف خدمة خارجية             | سفير استثنائي ومفوض          | 21 أكتوبر 1953 | 9 يناير 1954               | 1 يناير 1958        | |
| دونالد آر. هيث – موظف خدمة خارجية           | سفير استثنائي ومفوض          | 27 نوفمبر 1957 | 9 يناير 1958               | 18 أبريل 1961       | |
| باركر تي. هارت – موظف خدمة خارجية           | سفير استثنائي ومفوض          | 6 أبريل 1961   | 22 يوليو 1961              | 29 مايو 1965        | |
| هيرمان إف. إيلتس – موظف خدمة خارجية         | سفير استثنائي ومفوض          | 20 أكتوبر 1965 | 15 يناير 1966              | 23 يوليو 1970       | |
| نيكولاس جي. ثاتشر – موظف خدمة خارجية        | سفير استثنائي ومفوض          | 8 سبتمبر 1970  | 22 سبتمبر 1970             | 19 سبتمبر 1973      | |
| جيمس إي. أكينز – موظف خدمة خارجية           | سفير استثنائي ومفوض          | 20 سبتمبر 1973 | 7 نوفمبر 1973              | 10 فبراير 1975      | |
| ويليام جي. بورتر – موظف خدمة خارجية         | سفير استثنائي ومفوض          | 22 ديسمبر 1975 | 21 فبراير 1976             | 27 مايو 1977        | |
| جون سي. ويست – معين سياسي                   | سفير استثنائي ومفوض          | 8 يونيو 1977   | 29 يونيو 1977              | 21 مارس 1981        | |
| روبرت جي. نيومان – معين سياسي               | سفير استثنائي ومفوض          | 20 مايو 1981   | 22 يونيو 1981              | 16 يوليو 1981       | |
| ريتشارد دبليو. ميرفي – موظف خدمة خارجية     | سفير استثنائي ومفوض          | 19 أغسطس 1981  | 29 أغسطس 1981              | 21 أغسطس 1983       | |
| والتر إل. كتليور – موظف خدمة خارجية         | سفير استثنائي ومفوض          | 10 فبراير 1984 | 31 مارس 1984               | 22 يونيو 1987       | في 26 سبتمبر 1984، تم ترقية مكتب الاتصال الأمريكي بالرياض إلى رتبة سفارة، وأصبحت السفارة في جدة قنصلية |
| هوم ألكسندر هوران – موظف خدمة خارجية        | سفير استثنائي ومفوض          | 2 يوليو 1987   | 22 سبتمبر 1987             | 22 أبريل 1988       | |
| والتر إل. كتليور – موظف خدمة خارجية         | سفير استثنائي ومفوض          | 15 يوليو 1988  | 17 أغسطس 1988              | 30 أبريل 1989       | |
| تشاس دبليو. فريمان الابن – موظف خدمة خارجية | سفير استثنائي ومفوض          | 15 يونيو 1989  | 14 يناير 1990              | 13 أغسطس 1992       | |
| سي. ديفيد ويلش                              | القائم بالأعمال المؤقت       | 13 أغسطس 1992  | غير متوفر                  | 1 أغسطس 1994        | |
| ريموند إدوين مابوس الابن – معين سياسي       | سفير استثنائي ومفوض          | 5 يوليو 1994   | 1 أغسطس 1994               | 25 أبريل 1996       | |
| ويش فولر الابن – معين سياسي                 | سفير استثنائي ومفوض          | 9 أغسطس 1996   | 14 سبتمبر 1996             | 1 مارس 2001         | |
| روبرت دبليو. جوردان – معين سياسي            | سفير استثنائي ومفوض          | 5 أكتوبر 2001  | 30 يونيو 2002              | 13 أكتوبر 2003      | |
| جيمس سي. أوبروتر – معين سياسي               | سفير استثنائي ومفوض          | 11 ديسمبر 2003 | 10 أكتوبر 2004             | 31 مارس 2007        | |
| فورد إم. فرايكر – معين سياسي                | سفير استثنائي ومفوض          | 30 مارس 2007   | 2 سبتمبر 2007              | 20 يناير 2009       | |
| جيمس بي. سميث – معين سياسي                  | سفير استثنائي ومفوض          | 16 سبتمبر 2009 | 31 أكتوبر 2009             | 27 سبتمبر 2013      | |
| جوزيف دبليو. ويستفال – معين سياسي           | سفير استثنائي ومفوض          | 26 مارس 2014   | 28 مارس 2014               | 8 يناير 2017        | |
| كريستوفر هينزل                              | القائم بالأعمال المؤقت       | 8 يناير 2017   | غير متوفر                  | 17 أبريل 2019       | |
| جون أبيزايد – معين سياسي                    | سفير استثنائي ومفوض          | 10 أبريل 2019  | 16 يونيو 2019              | 20 يناير 2021       | |
| مارتينا أ. سترونج                           | القائم بالأعمال المؤقت       | 20 يناير 2021  | غير متوفر                  | 16 أبريل 2023       | |
| دينيسون أوفوت                               | القائم بالأعمال المؤقت       | 16 أبريل 2023  | غير متوفر                  | 27 أبريل 2023       | |
| مايكل آلان راتني – موظف خدمة خارجية         | سفير استثنائي ومفوض          | 14 مارس 2023   | 27 أبريل 2023              | 20 يناير 2025       | |
| أليسون ديلورث                               | القائم بالأعمال المؤقت       | 20 يناير 2025  | غير متوفر                  | يشغل المنصب حالياً   | |

## وصلات خارجية
- وزارة الخارجية الأمريكية: رؤساء البعثات للمملكة العربية السعودية
- وزارة الخارجية الأمريكية: المملكة العربية السعودية
- سفارة الولايات المتحدة في الرياض نسخة محفوظة 21 فبراير 2015 على موقع واي باك مشين.